# IOS 17
iOS 17 és la dissetena i actual versió principal del sistema operatiu iOS d'Apple per a l'iPhone. És el successor directe d'iOS 16, que es va llançar un any abans. Es va anunciar el 5 de juny de 2023 a la Conferència anual de desenvolupadors mundials d'Apple juntament amb watchOS 10, iPadOS 17 i macOS Sonoma. Es va posar a disposició pública el 18 de setembre de 2023, com a actualització de programari gratuïta per als dispositius iOS compatibles (vegeu la secció de dispositius compatibles). iOS 17 ha rebut actualitzacions de seguretat i correcció d'errors diverses vegades al mes i actualitzacions de funcions cada pocs mesos. Les compilacions beta s'envien setmanalment o quinzenalment als membres del Programa per a desenvolupadors d'Apple i als provadors beta públics. Com amb totes les versions des d'iOS 4, aquestes actualitzacions són gratuïtes per als usuaris.

## Desenvolupament primerenc
El nom en clau intern d'iOS 17 és Dawn. Inicialment, Apple pretenia iOS 17 com una "versió d'ajustament", similar a iOS 12 i Mac OS X Snow Leopard, que els permetia centrar-se en els seus nous auriculars de realitat mixta Apple Vision Pro. Tot i així, van afegir funcions principals més endavant en el cicle de desenvolupament.

## Característiques del sistema

### Pantalla d'inici
- Els widgets de les pantalles d'inici i de bloqueig ara són interactius. Per exemple, un usuari pot encendre llums o obrir les persianes d'una casa prement el botó corresponent del giny Inici, marcar una tasca completa prement directament sobre un recordatori al giny, etc.
- La cerca Spotlight ara permet als usuaris canviar la configuració del sistema directament des dels resultats de la cerca. Per exemple, si un usuari cerca "wifi" a la pantalla d'inici, l'interruptor per activar o desactivar la Wi-Fi apareix als resultats de la cerca.
- Altres canvis:
  - La brillantor de la imatge de fons de pantalla canvia en funció del mode fosc o clar.
  - Les fotos redimensionades s'estenen automàticament a la part superior amb un degradat que omple l'espai que falta.
  - Els fons de pantalla en viu tornen després de ser eliminats d'iOS 16, tot i que ara s'han de seleccionar per separat de les altres fotos i només s'animen quan el telèfon està encès.

### Mode en espera
- El mode d'espera és una funció nova que s'activa automàticament quan el telèfon es carrega mentre està orientat horitzontalment. Mostra informació mitjançant ginys en piles intel·ligents, activitats en directe i el rellotge. L'aspecte d'aquesta informació canvia segons la llum ambiental, amb colors menys cridaners i menys brillants a la nit.

### Correcció automàtica i predicció de text
- La correcció automàtica i el dictat del teclat s'alimenten d'un nou model de transformador al dispositiu, que s'anuncia per ser més precís i personalitzat segons els estils d'escriptura dels usuaris.
- A diferència de les versions anteriors d'iOS, pot aprendre a no corregir de manera automàtica les promeses.
- Les paraules corregides automàticament estan subratllades i es poden revertir amb un toc.
- Les prediccions de paraules es mostren en línia com a lletres grises que s'afegeixen quan es toca la barra espaiadora.
- A partir d'iOS 17.2, es va afegir l'opció per desactivar les prediccions en línia sense desactivar el text predictiu, que permet a l'usuari canviar la correcció automàtica a la de les seves funcions en versions anteriors a iOS 8.

### Traducció
- S'ha afegit l'idioma ucraïnès per a la traducció disponible a tot el sistema, a les pàgines web de Safari i a l'aplicació de traducció, fent que el nombre d'idiomes disponibles sigui de 20.

### AirDrop
- Amb l'addició de NameDrop, en tocar un iPhone o Apple Watch contra un altre iPhone, els usuaris poden iniciar una transferència de fitxers, una activitat compartida amb SharePlay o intercanviar una targeta de contacte personalitzable. (L'ús de NameDrop amb un Apple Watch requereix iOS 17.1 i watchOS 10.1.)
- A partir d'iOS 17.1, les transferències de fitxers AirDrop poden continuar a través d'Internet si els usuaris abandonen l'abast d'AirDrop.

### Siri
- Els usuaris ara només poden adreçar-se a Siri pel seu nom en lloc d'haver de dir "Hola Siri" per activar-lo.
- Les preguntes posteriors que es facin a Siri no requereixen que l'usuari torni a dir l'ordre "Siri".
- L'usuari ara pot dir "Hola Siri, envia un missatge" i després escollir l'aplicació a utilitzar mitjançant un menú desplegable. Després del primer canvi, Siri recordarà l'elecció i accelerarà l'operació.
- Els usuaris poden demanar a Siri que llegeixi una pàgina a Safari.
- A més, es va afegir la possibilitat de trobar un control remot d'Apple TV perdut amb ell.

### Emplenament automàtic
- La informació desada per l'usuari a Contactes es pot utilitzar per omplir automàticament i de manera segura els camps d'un formulari d'un PDF o document escanejat. L'escaneig de documents es realitza a Notes.

### Accessibilitat
- Una nova funció anomenada Personal Voice utilitza l'aprenentatge automàtic per permetre als usuaris recrear la seva pròpia veu com a model de text a veu.
- Mitjançant Apunta i parla, el telèfon llegirà el que està escrit als panells de polsador dels electrodomèstics.
- Una característica anomenada Assistive Access és una interfície d'usuari d'iOS extremadament simplificada que es pot activar des de la configuració d'accessibilitat, útil per a persones amb discapacitats cognitives.

### Xarxes
- Ara un usuari pot connectar un iPhone a una xarxa mòbil privada 5G o LTE, utilitzant una eSIM o SIM física que s'hagi subministrat específicament per a aquesta xarxa.
- També hi ha una nova configuració per a les xarxes mòbils que permet als usuaris desactivar les estadístiques d'ús de dades mòbils si no els importa quines aplicacions consumeixen dades.

### Configuració del sistema
- A més d'una interfície d'usuari actualitzada que mostra més categories, la secció Emmagatzematge de l'iPhone de l'aplicació de configuració ara mostra l'espai ocupat per les dades compartides entre diverses aplicacions del mateix fabricant.[2]
- A la configuració de durada Haptic Touch, hi ha una tercera durada que és encara més curta que les altres dues disponibles a iOS 16.[3]
- S'ha afegit una nova opció per a les notificacions del mode Focus anomenada Notificacions de silenci. Aquesta opció permet a l'usuari triar si vol silenciar les notificacions sempre o només quan el dispositiu està bloquejat.[4]
- A iOS 17, el so de notificació es va canviar de "Tri-tone" a "Rebound", que és notablement més silenciós. A partir d'iOS 17.2, es va afegir la possibilitat de canviar l'efecte de so predeterminat per a aplicacions de tercers, inclosa l'opció "Tri-ton" anteriorment predeterminada.[5]

## Càrrega
Els models d'iPhone 15 ara admeten la càrrega sense fil Qi2. Més tard, es va afegir als models d'iPhone 13 i iPhone 14 a l'actualització d'iOS 17.2.